# Ralph Stover State Park
Ralph Stover State Park ist ein Park in Pennsylvania, in Bucks County. Er zieht sich entlang des Tohickon Creek, ist 18 ha groß und befindet sich circa 3,5 Kilometer vom Dorf Point Pleasant. Eine Hauptattraktion des Parkes ist die Felsformation „High Rocks“.

## Geschichte
Als erstes siedelten Lenni-Lenape-Indianer in dieser Gegend. Sie gaben dem Fluss (Creek) den Namen „To-Hick-Hanne“ welcher später in Tohickon Creek abgewandelt wurde. Die deutschstämmige Familie Stover (deutsch Stauffer) erwarb später dieses Gebiet. Ralph Stover – Sohn von Henry Stauffer und Barbara Hockman – errichtete am Tohickon Creek eine wasserbetriebene Getreidemühle.
Im Jahre 1931, während der Great Depression, übergab Ralph Stover das Land an das Commonwealth of Pennsylvania. Der Staat baute das Gebiet zu einem Park um und stellte dazu Arbeitslose ein. Dies war eine Forderung von Ralph Stover. Im Jahr 1935 wurde der Park eröffnet.

## Besonderheit
Ein Besuchermagnet des Parkes ist „High Rocks“. High Rocks ist circa 60 Meter hoch und bietet die Möglichkeit zum Felsklettern. Vom Plateau des Felsens hat man einen tollen Überblick auf den Tohickon Creek.
Neben klettern kann man im Park auch wandern, angeln oder Kajak fahren.